# Endoplazmatska mrežica
Endoplazmatski retikulum ili endoplazmatska mrežica (ER) je sustav unutarstaničnih membrana koje proizvode i transportiraju tvari. To je sustav plosnatih šupljina ili cisterni u citoplazmi biljnih i životinjskih stanica. 
Proteže se od jezgre do stanične površine. Endoplazmatska mrežica može biti od usporednih nizova plosnatih vrećica (cisterni) ili od nelamelarnih, okruglih struktura. 
Unutrašnjost služi prijenosu tvari topljivih u vodi unutar stanice. Dijeli se na hrapavi i glatki endoplazmatski retikulum. Hrapavi endoplazmatski retikulum (grubi endoplazmatski retikulum) po svojim rubovima sadrži malene ribosome na kojima se odvija sinteza bjelančevina (proteina). Glatki endoplazmatski retikulum nema ribosome na svojoj površini, sudjeluje u sintezi lipida, razgrađuje otrove i pod utjecajem sunca može kolesterol pretvoriti u vitamin D. Na njegovoj površini nisu ribosomi, nego je mjesto gdje se odvijaju spomenute metaboličke reakcije.
Kad u laboratoriju razbijemo endoplazmatsku mrežicu, tijekom procesa homogenizacije nastaju mikrosomi.

## Vanjske poveznice
|  | Zajednički poslužitelj ima još gradiva o temi Endoplazmatska mrežica |